# Mikołaj Żółkiewski (zm. 1509)
Mikołaj Żółkiewski herbu Lubicz (zm. 1509) – chorąży bełski.
Był synem Jana z Żółkwi (zm. 1473), bratem Stanisława Żółkiewskiego, chorążego bełskiego. Gdy jego brat w 1501 został podkomorzym bełskim, Mikołaj objął po nim chorążostwo bełskie.
Miał syna Jakuba (zm. przed 1513), który nie pozostawił potomstwa.
Według Bartosza Paprockiego uzyskał godność wojewody bełskiego i był dziadem hetmana Stanisława Żółkiewskiego, co powtórzył za nim Kasper Niesiecki. Informacja ta jest odrzucana przez historyków. Dziadem hetmana był Stanisław, brat Mikołaja.